# Sorindeia lundensis
Sorindeia lundensis là một loài thực vật có hoa trong họ Đào lộn hột. Loài này được Exell & Mendonça miêu tả khoa học đầu tiên năm 1952.